# The Wild Party
The Wild Party ist ein erzählendes Gedicht in Buchlänge von Joseph Moncure March.
1926 geschrieben und 1928 von Pascal Covici, Inc. veröffentlicht, wurde das Gedicht weitgehend verboten. Zunächst in Boston aufgrund seines als anzüglich angesehenen Inhaltes. Trotz, oder womöglich auch wegen, der starken Kritik an dem Werk stieß das Gedicht auf Erfolg. Die darauffolgenden Werke von March waren weniger kontrovers und massentauglicher.
Das Gedicht erzählt vom Showgirl Queenie und ihrem Liebhaber Burrs. Die beiden führen ein zügelloses Leben, welches von March als in Hollywood einzigartig dargestellt wird. Das Paar beschließt, eine Party zu feiern, inklusive illegalem, selbstgebrautem Gin und ihren ego- und exzentrischen Freunden, doch die Feier läuft allmählich aus dem Ruder.
1994 wurde eine neue Version des Buches veröffentlicht, welche circa fünfzig schwarz-weiße Illustrationen von Art Spiegelman beinhaltete.
Das Gedicht wurde übersetzt ins Dänische, Deutsche, Französische und Spanische.

## Adaptionen
Verfilmung:
The Wild Party wurde 1975 verfilmt. Zum Film erschien eine Romanumsetzung.
Musicals:
Ebenso gab es zwei Musical-Adaptionen von 1999 bis 2000, beide in New York City produziert. Eine wurde produziert am Broadway von Michael John LaChiusa mit Regie von George C. Wolfe. Die zweite Version, von Andrew Lippa, lief Off-Broadway.
Deutsche Hörspielbearbeitung:
1997 entstand beim Deutschlandradio eine gut 68-minütige Funkfassung von Heike Tauch unter dem Titel Das wilde Fest. Die Regie führte Robert Matejka. Den Monolog sprach Otto Sander. Die Erstsendung fand am 9. März 1997 statt.

## Ausgaben
Englisch:
- Joseph Moncure March (Autor): The wild Party. P. Covici, Chicago 1928
- Joseph Moncure March (Autor): The wild Party. Covici Friede Publishers, New York 1929, Digitalisat
- Joseph Moncure March (Autor), Louis Untermeyer (Einführung), Steele Savage (Illustrator): The wild Party. Citadel Press, New York 1949
- Joseph Moncure March (Autor), Art Spiegelman (Illustrator): The wild Party. The lost classic. Pantheon Books, New York 1994, ISBN 0-679-42450-4, ISBN 0-375-70643-7

Dänisch:
- Joseph Moncure March (Autor), Peter Laugesen (Übersetzer), Art Spiegelman (Illustrator): Den vilde fest. Politisk Revy, København 2018, ISBN 978-87-7378-383-2

Deutsch:
- Joseph Moncure March (Autor), Uli Becker (Übersetzer), Art Spiegelman (Illustrator): Das wilde Fest. Rowohlt, Reinbek bei Hamburg 1995, ISBN 3-498-06290-5
- Joseph Moncure March (Autor), Uli Becker (Übersetzer), Art Spiegelman (Illustrator): Die wilde Party. Fischer-Taschenbuch-Verlag, Frankfurt am Main 2011, ISBN 978-3-596-18207-7

Französisch:
- Joseph Moncure March (Autor), Gérard Guégan (Übersetzer), Art Spiegelman (Illustrator): La Nuit d’enfer. Flammarion, Paris 1996, ISBN 2-08-067100-6
- Joseph Moncure March (Autor), Gérard Guégan (Übersetzer), Art Spiegelman (Illustrator): La Nuit d’enfer. Flammarion, Paris 2008, ISBN 978-2-08-121733-1

Spanisch:
- Joseph Moncure March (Autor), Damián Alou Ramis (Übersetzer), Art Spiegelman (Illustrator): La fiesta salvaje. Random House Mondadori, Barcelona 2009, ISBN 978-84-397-2201-4